# Державні свята в Канаді
Державні свята в Канаді (фр. Jours fériés au Canada), також відомі як статутні свята (англ. stat holidays), або просто статс (фр. jours fériés) — свята, що охоплюють різноманітні культурні, національні та релігійні події, які закріплені законодавчо на федеральному або провінційному й територіальному рівнях у Канаді. Хоча багато з цих свят відзначаються по всій країні, законодавство провінцій і територій відрізняється стосовно того, які з них є офіційно визнаними.
У Канаді є п'ять загальнонаціональних статутних свят і ще шість додаткових свят для федеральних службовців. Кожна з 13 провінцій і територій має свій набір свят, які відзначаються на додаток до загальнонаціональних, проте в кожному випадку статус свята може бути різним — обов'язковим, факультативним або взагалі не встановленим.
Багато роботодавців у державному та приватному секторах, а також освітні установи, надають додаткові вихідні в кінці грудня — часто це щонайменше повний або половинний день 24 грудня (Святвечір) чи 31 грудня (Переддень Нового року), або навіть увесь тиждень між Різдвом та Новим роком. Хоча деякі відомі у світі культурні свята, як-от День святого Валентина, День святого Патрика, Гелловін, День матері та День батька, не мають жодного офіційного законодавчого статусу, канадці традиційно їх відзначають як частину культури країни.

## Статутні свята
Статутне свято (також відоме як стат, загальне або державне свято) в Канаді встановлюється або федеральним урядом, або урядом провінції чи території. Більшість працівників, як у державному, так і в приватному секторі, мають право на вихідний зі збереженням заробітної плати. Однак деякі роботодавці можуть вимагати виходу на роботу в таке свято — у такому разі працівник повинен або отримати інший вихідний замість святкового дня, або день має бути оплачений за підвищеним тарифом — зазвичай у півтора (так званий «time and a half») або вдвічі («double time») більшому розмірі, плюс святкова оплата. У більшості провінцій, якщо святковий день припадає на вихідний (зазвичай це субота чи неділя), наступний робочий день вважається святковим. За даними Статистичної служби Канади, у середньому роботодавці в країні надають 11 оплачуваних статутних свят на рік.

### Загальнонаціональні статутні свята в Канаді
| Дата                                      | Назва            | Англійська назва | Французька назва | Примітки |
| ----------------------------------------- | ---------------- | ---------------- | ---------------- | --- |
| 1 січня                                   | День Нового року | New Year's Day   | Jour de l'An     | Відзначення першого дня кожного року за григоріанським календарем |
| Змінна дата (між 20 березня та 23 квітня) | Страсна п'ятниця | Good Friday      | Vendredi saint   | Вшановує розп'яття Ісуса Христа — в п'ятницю перед Великоднем. У Квебеку роботодавці, що не підпадають під федеральне регулювання, повинні надати вихідний або на Страсну п'ятницю, або на Великодній понеділок, хоча деякі дають обидва дні. |
| 1 липня                                   | День Канади      | Canada Day       | Fête du Canada   | Відзначає Конфедерацію Канади 1867 року та набуття статусу домініону. У Ньюфаундленді і Лабрадорі це свято збігається з Днем пам’яті. |
| Перший понеділок вересня                  | День праці       | Labour Day       | Fête du travail  | Відзначення економічних та соціальних досягнень трудящих |
| 25 грудня                                 | Різдво           | Christmas Day    | Noël             | Відзначення народження Ісуса Христа |

### Федеральні статутні свята, що також відзначаються в деяких провінціях
На додаток до загальнонаціональних свят, перелічених вище, такі свята встановлені федеральним законодавством для працівників, які підпадають під федеральне регулювання. Усі банки та поштові відділення відзначають ці свята, і в деяких провінціях та територіях вони мають статус статутних.
| Дата                                                                  | Назва                                  | Англійська назва             | Французька назва                                                                                 | Примітки |
| --------------------------------------------------------------------- | -------------------------------------- | ---------------------------- | ------------------------------------------------------------------------------------------------ | --- |
| Замість Страсної п'ятниці (державне свято), понеділок після Великодня | Великодній понеділок                   | Easter Monday                | Lundi de Pâques                                                                                  | Змінна дата між 23 березня і 26 квітня. Відзначає воскресіння Ісуса. Не є статутним святом у жодній провінції чи території, але у Квебеку роботодавці повинні надати вихідний або на Страсну п'ятницю, або на Великодній понеділок — більшість надає обидва. Банки залишаються відкритими (законодавчо вони не можуть бути зачинені більш ніж на три дні поспіль, але працівники часто отримують «рухомий» оплачуваний вихідний, який можна використати в цей або близький день. Це не одне з дев'яти «Загальних свят», визначених Частиною III Трудового кодексу Канади, тому для роботодавців приватного сектору, що регулюються на федеральному рівні, немає юридичного обов'язку надавати оплачуваний вихідний на Великодній понеділок. Проте багато федеральних установ закриті цього дня. |
| Понеділок перед 25 травня                                             | День Вікторії                          | Victoria Day                 | Офіційно la Fête de Victoria (частіше — la Fête de la Reine) або Journée nationale des Patriotes | Відзначає день народження монарха Канади; однак дата не змінюється з приходом нового монарха, а фіксована на день народження королеви Вікторії — монарха на момент Конфедерації та набуття статусу домініону в 1867 році. Деякі франко-канадці замість цього вшановують Адама Доллара де Ормо, героя Нової Франції. У Квебеку це офіційно — Національний день патріотів. Статутне свято в Альберті, Британській Колумбії, Манітобі, Північно-Західних територіях, Нунавуті, Онтаріо, Квебеку (збігається з Днем патріотів), Саскачевані та Юконі. Свято в Нью-Брансвіку згідно із Законом про дні відпочинку. Не є статутним святом у східних провінціях — Новій Шотландії, Острові Принца Едварда, Ньюфаундленді і Лабрадорі.                                                                  |
| Перший понеділок серпня                                               | Громадське свято                       | Civic Holiday                | Premier lundi d'août                                                                             | Статутне свято в Британській Колумбії (День Британської Колумбії), Нью-Брансвіку (День Нью-Брансвіку), Північно-Західних територіях, Нунавуті та Саскачевані (День Саскачевану). В Альберті (День спадщини), Манітобі (День Террі Фокса), Онтаріо (День полковника Байя, День Джона Ґолта, День Сімко та інші), і Новій Шотландії (День Наталь) — цивільне свято, яке може бути оплачуваним вихідним, залежно від роботодавця. Не є офіційним статутним святом в Онтаріо, але широко відзначається. Не відзначається у Ньюфаундленді і Лабрадорі, Квебеку або Юконі. На Острові Принца Едварда не спостерігається, проте багато компаній беруть вихідний на честь параду Золотого Кубка, який проходить у третю п'ятницю серпня.                                                                |
| 30 вересня                                                            | Національний день правди та примирення | Truth and Reconciliation Day | Journée de la vérité et de la réconciliation                                                     | Вшановує жертв системи інтернатів для корінних народів Канади. Неофіційне відзначення цієї дати почалося у 2013 році як День помаранчевої сорочки в місті Вільямс-Лейк, Британська Колумбія. Із 2021 року це свято є офіційним для працівників федерального уряду та галузей, що регулюються федеральним урядом. Станом на 2023 рік — це статутне свято для всіх працівників у Британській Колумбії, Острові Принца Едварда, Північно-Західних територіях, Нунавуті і Юконі. У Манітобі, Нью-Брансвіку, Новій Шотландії та Ньюфаундленді і Лабрадорі цього дня закривають школи й деякі публічні установи. |
| Другий понеділок жовтня                                               | День подяки                            | Thanksgiving Day             | Action de grâce                                                                                  | День, коли дякують за врожай та інші блага. Статутне свято у більшості юрисдикцій Канади: Альберта, Британська Колумбія, Манітоба, Північно-Західні території, Нунавут, Онтаріо, Квебек, Саскачеван і Юконі. Факультативне свято у приатлантичних провінціях — Острів Принца Едварда, Ньюфаундленд і Лабрадор, Нью-Брансвік та Нова Шотландія. У Нью-Брансвіку входить до Закону про дні відпочинку. |
| 11 листопада                                                          | День пам'яті                           | Remembrance Day              | Jour du Souvenir                                                                                 | Вшановує загиблих у війнах канадців. Це річниця перемир’я, яке завершило Першу світову війну в 1918 році. Статутне свято в Альберті, Британській Колумбії, Нью-Брансвіку, Ньюфаундленді і Лабрадорі, Північно-Західних територіях, Нунавуті, Острові Принца Едварда, Саскачевані та Юконі. У Манітобі — «офіційний день вшанування», але не статутне свято. У Новій Шотландії День пам'яті регулюється окремим законом, який забороняє роботодавцям дозволяти працювати працівникам (з винятками для необхідних послуг); роботодавці можуть надати вихідний у цей день або інший замість нього. Не є статутним святом у Квебеку та Онтаріо. |
| 26 грудня                                                             | День подарунків                        | Boxing Day                   | Lendemain de Noël                                                                                | Свято з неоднозначним і змішаним походженням. На рівні провінцій є статутним святом лише в Онтаріо. У Нью-Брансвіку — свято згідно із Законом про дні відпочинку. Багато роботодавців по всій країні надають оплачуваний вихідний на цей день. |

### Інші поширені свята
| Дата                                                       | Назва                      | Англійська назва     | Французька назва                                      | Зауваження |
| ---------------------------------------------------------- | -------------------------- | -------------------- | ----------------------------------------------------- | --- |
| Третій понеділок лютого                                    | День сім'ї                 | Family Day           | Fête de la famille                                    | Статутне свято під різними назвами в Альберті, Онтаріо, Саскачевані, Манітобі, на Острові Принца Едварда, у Нью-Брансвіку та Новій Шотландії. Британська Колумбія раніше відзначала День сім'ї у другий понеділок лютого з 2013 по 2018 роки, але з 2019 року святкує його в третій понеділок лютого. Нью-Брансвік почав офіційно відзначати День сім'ї в третій понеділок лютого з 2018 року. Не відзначається в інших регіонах. |
| Один повний тиждень у березні (терміни можуть змінюватися) | Березневі/Весняні канікули | March (Spring) break | Congé de mars, Congé du printemps, Semaine de relâche | Тижневе закриття державних шкіл у всіх провінціях і територіях. Часто використовується родинами з дітьми-школярами для поїздок у відпустку. Хоча березневі канікули рідко збігаються з Великоднем, у 2018 році школи на Острові Принца Едварда розглядали можливість поєднання їх з великодніми святами. |

### Разові свята
Уряд Канади може оголошувати разові державні свята з особливих нагод, наприклад, у зв'язку зі смертю монарха. Такі одноденні свята проголошувались після смерті Георга VI 15 лютого 1952 року та після смерті Єлизавети II 19 вересня 2022 року.
19 вересня оголосили національним днем жалоби (Jour de deuil national) на вшанування Єлизавети II як глави держави Канади. Цей день був вихідним для працівників федерального уряду. Провінції Британська Колумбія, Нью-Брансвік, Ньюфаундленд і Лабрадор, Нова Шотландія та Острів Принца Едварда також запровадили аналогічні провінційні вихідні на цю дату. Провінції Альберта, Онтаріо, Манітоба, Саскачеван і Квебек не оголошували цього дня святковим.

## Провінційні та територіальні свята
Провінції та території зазвичай приймають ті самі свята, що й федеральний уряд, з деякими варіаціями.
| Дата                      | Альберта         | Британська Колумбія                    | Манітоба                  | Нью-Брансвік       | Ньюфаундленд і Лабрадор | Північно-Західні території             | Нова Шотландія   | Нунавут                                | Онтаріо          | Острів Принца Едварда                  | Квебек                    | Саскачеван       | Юкон                                   |
| ------------------------- | ---------------- | -------------------------------------- | ------------------------- | ------------------ | ----------------------- | -------------------------------------- | ---------------- | -------------------------------------- | ---------------- | -------------------------------------- | ------------------------- | ---------------- | -------------------------------------- |
| 1 січня                   | Новий рік        | Новий рік                              | Новий рік                 | Новий рік          | Новий рік               | Новий рік                              | Новий рік        | Новий рік                              | Новий рік        | Новий рік                              | Новий рік                 | Новий рік        | Новий рік                              |
| Третій понеділок лютого   | День сім'ї       | День сім'ї                             | День Луї Рієля            | День сім'ї         |                         |                                        | День спадщини    |                                        | День сім'ї       | День остров'янина                      |                           | День сім'ї       |                                        |
| П'ятниця перед Великоднем | Страсна п'ятниця | Страсна п'ятниця                       | Страсна п'ятниця          | Страсна п'ятниця   | Страсна п'ятниця        | Страсна п'ятниця                       | Страсна п'ятниця | Страсна п'ятниця                       | Страсна п'ятниця | Страсна п'ятниця                       | Страсна п'ятниця          | Страсна п'ятниця | Страсна п'ятниця                       |
| Понеділок після Великодня |                  |                                        |                           |                    |                         | Великодній понеділок                   |                  |                                        |                  |                                        | Великодній понеділок      |                  |                                        |
| Понеділок перед 25 травня | День Вікторії    | День Вікторії                          | День Вікторії             |                    |                         | День Вікторії                          |                  | День Вікторії                          | День Вікторії    |                                        | День патріотів            | День Вікторії    | День Вікторії                          |
| 21 червня                 |                  |                                        |                           |                    |                         | Національний день корінних народів     |                  |                                        |                  |                                        |                           |                  | Національний день корінних народів     |
| 24 червня                 |                  |                                        |                           |                    |                         |                                        |                  |                                        |                  |                                        | День Святого Жана Батиста |                  |                                        |
| 1 липня                   | День Канади      | День Канади                            | День Канади               | День Канади        | День пам'яті            | День Канади                            | День Канади      | День Канади                            | День Канади      | День Канади                            | День Канади               | День Канади      | День Канади                            |
| 9 липня                   |                  |                                        |                           |                    |                         |                                        |                  | День Нунавута                          |                  |                                        |                           |                  |                                        |
| Перший понеділок серпня   |                  | День Британської Колумбії              |                           | День Нью-Брансвіка |                         | Громадянське свято                     |                  | Громадянське свято                     |                  |                                        |                           | День Саскачевану |                                        |
| Третій понеділок серпня   |                  |                                        |                           |                    |                         |                                        |                  |                                        |                  |                                        |                           |                  | День відкриття                         |
| Перший понеділок вересня  | День праці       | День праці                             | День праці                | День праці         | День праці              | День праці                             | День праці       | День праці                             | День праці       | День праці                             | День праці                | День праці       | День праці                             |
| 30 вересня                |                  | Національний день правди та примирення | День помаранчевої сорочки |                    |                         | Національний день правди та примирення |                  | Національний день правди та примирення |                  | Національний день правди та примирення |                           |                  | Національний день правди та примирення |
| Другий понеділок жовтня   | День подяки      | День подяки                            | День подяки               |                    |                         | День подяки                            |                  | День подяки                            | День подяки      |                                        | День подяки               | День подяки      | День подяки                            |
| 11 листопада              | День пам'яті     | День пам'яті                           |                           | День пам'яті       | День пам'яті            | День пам'яті                           | День пам'яті     | День пам'яті                           |                  | День пам'яті                           |                           | День пам'яті     | День пам'яті                           |
| 25 грудня                 | Різдво Христове  | Різдво Христове                        | Різдво Христове           | Різдво Христове    | Різдво Христове         | Різдво Христове                        | Різдво Христове  | Різдво Христове                        | Різдво Христове  | Різдво Христове                        | Різдво Христове           | Різдво Христове  | Різдво Христове                        |
| 26 грудня                 |                  |                                        |                           |                    |                         | День подарунків                        |                  |                                        | День подарунків  |                                        |                           |                  |                                        |
| Загальна статистика свят  | 9                | 11                                     | 9                         | 8                  | 6/15                    | 13                                     | 6/7              | 11/13                                  | 9                | 8                                      | 8                         | 10               | 11                                     |

### Альберта

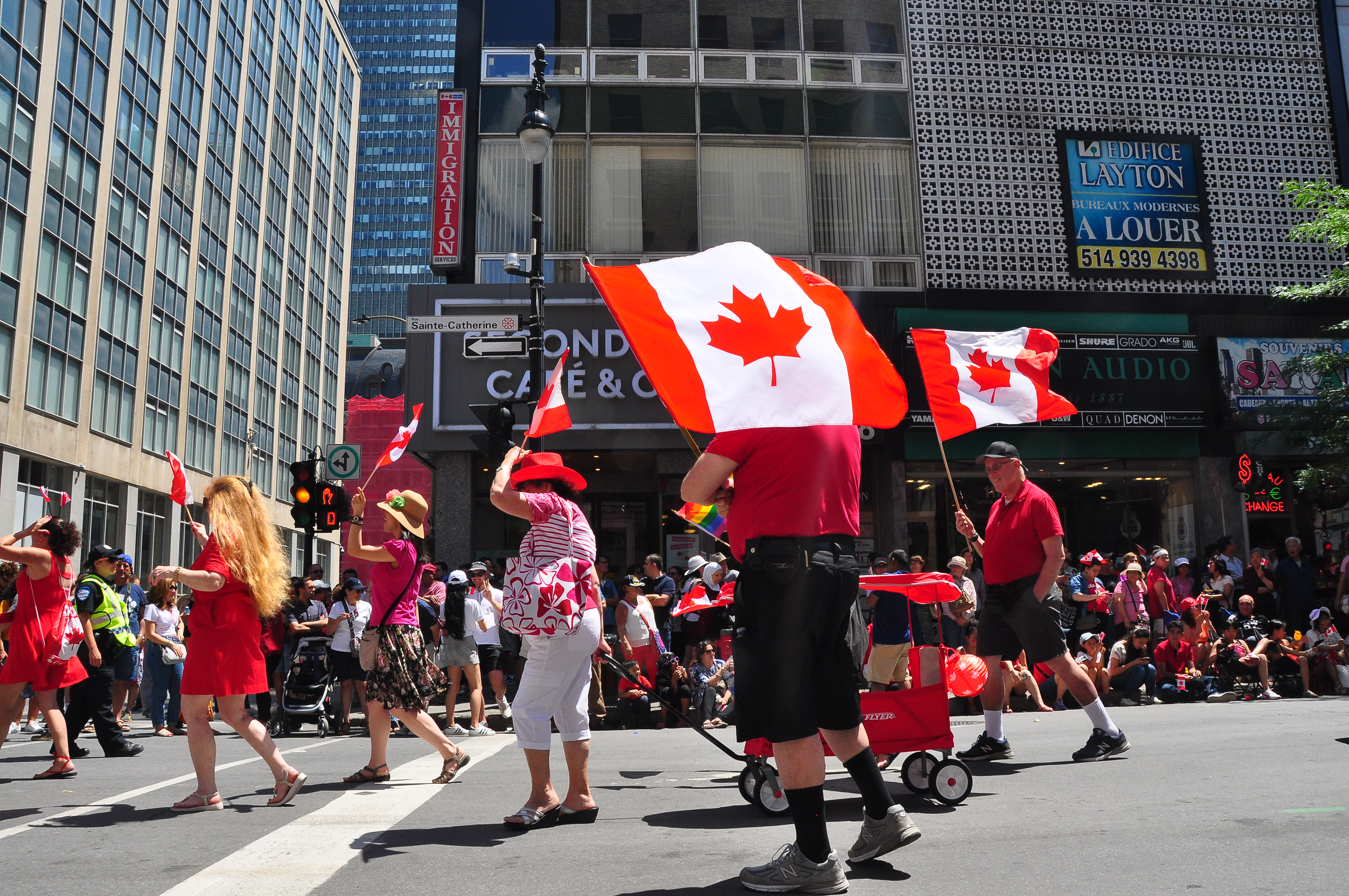
Святкування Дня Канади

П'ять національних статутних свят, чотири провінційних свята, а також три «опційних свята».

#### Провінційні статутні свята:
- День сім'ї(інші мови) Альберти — третій понеділок лютого
- День Вікторії — останній понеділок перед 25 травня
- День подяки — другий понеділок жовтня
- День пам'яті — 11 листопада

#### Опційні свята:
- Великодній понеділок — необов'язковий вихідний, змінна дата між 23 березня та 26 квітня
- День спадщини — необов'язкове свято, перший понеділок серпня
- Національний день правди та примирення — вихідний день за бажанням, 30 вересня
- День подарунків — вихідний день за бажанням, 26 грудня

### Британська Колумбія
П'ять загальнонаціональних і шість провінційних вихідних днів.

#### Провінційні статутні свята:
- День сім'ї — третій понеділок лютого
- День Вікторії — останній понеділок перед 25 травня
- День Британської Колумбії — перший понеділок серпня
- Національний день правди та примирення — 30 вересня
- День подяки — другий понеділок жовтня
- День пам'яті — 11 листопада

### Манітоба
П'ять національних та три провінційних статутних свята, а також два опційних свята. День пам'яті та День подарунків не є офіційними вихідними днями.

#### Провінційні статутні свята:
- День Луї Рієля — третій понеділок лютого
- День Вікторії — останній понеділок перед 25 травня
- День подяки — другий понеділок жовтня

#### Опційні свята:
- День Террі Фокса (державне свято) — перший понеділок серпня; не встановлений законом вихідний.
- День пам'яті — «офіційний день пам'яті», не встановлене законом свято[48].

### Нью-Брансвік
П'ять національних та п'ять провінційних статутних свят. Хоча День Вікторії, День подяки та День подарунків визначені як державні свята, вони не є оплачуваними державними святами.

#### Провінційні статутні свята:
- День сім'ї — третій понеділок лютого (з 2018 р.)[51]
- День Нью-Брансвіка — перший понеділок серпня
- День пам'яті — 11 листопада

#### Опційні свята:
- День Вікторії
- День подяки
- День подарунків

### Ньюфаундленд і Лабрадор
П'ять національних та одне провінційне статутне свято. День подяки не є офіційним святом. День Канади не є офіційним святом, оскільки 1 липня є Днем пам'яті.

#### Провінційні статутні свята:
- День пам'яті (1 липня)
- День перемир'я (День пам'яті) (11 листопада)

#### Опційні свята:

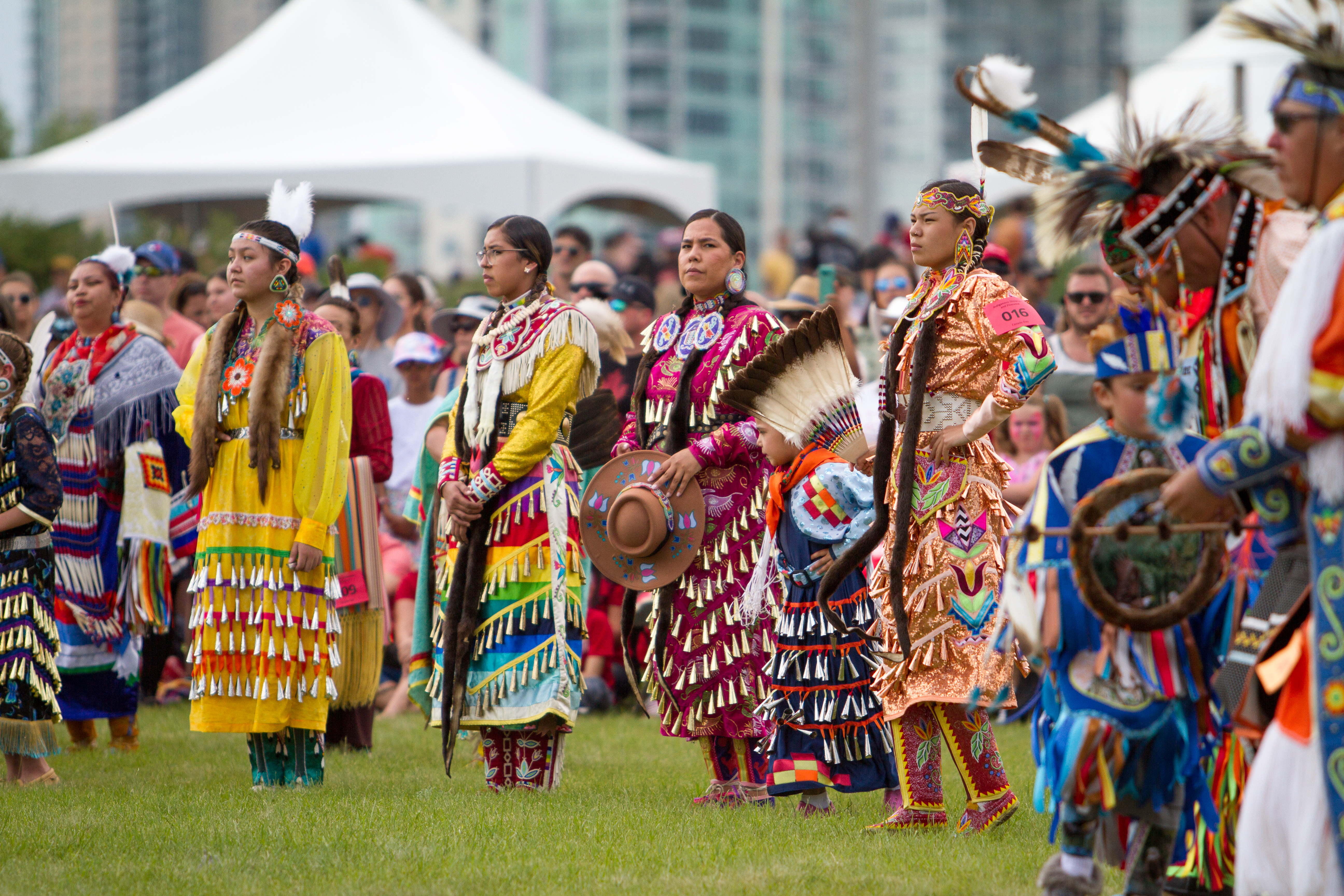
День Канади в Калгарі

Нижче наведено список оплачуваних вихідних для державних службовців.
- День Святого Патріка (17 березня)
- День Святого Юрія (23 квітня)
- День Вікторії (понеділок перед 25 травня)
- Червневі свята (тимчасова назва — раніше відомий як День відкриттів(інші мови) до 2020 року[55]) (понеділок найближчий до 24 червня)
- Помаранчевий марш(інші мови) (понеділок найближчий до 12 липня)
- Національний день правди та примирення (30 вересня)
- День подяки (другий понеділок жовтня)
- День подарунків (26 грудня)
- Один додатковий день у кожному році, який, на думку Постійного керівника, визнається вихідним у місцевості, де працює працівник. Якщо вихідний не передбачено, працівнику надається додатковий день у час, який визначає беззмінний керівник.

З 1992 року не відзначаються як офіційні свята. Однак провінційний уряд їх дотримується. На відміну від більшости інших провінцій, у перший понеділок серпня загальнопровінційних вихідних немає. Це може вважатися зайвим через Королівську регату Сент-Джонс, яка відзначається як державне свято в Сент-Джонсі в першу середу серпня (або, у разі поганої погоди, наступного відповідного дня після цього). Гарбор-Грейсс і Лабрадор-Сіті мають аналогічне свято для своєї регати наприкінці липня. Усі інші муніципалітети мають право визначати один день у році як вихідний; однак більшість не користується цим.

### Північно-Західні території
П'ять національних свят та п'ять територіальних статутних свят.

#### Територіальні статутні свята:
- День Вікторії — понеділок перед 25 травня
- Національний день аборигенів — 21 червня
- Громадське свято — перший понеділок серпня
- День пам'яті — 11 листопада
- День подяки — другий понеділок жовтня

### Нова Шотландія
П'ять загальнонаціональних свят плюс два провінційних. День Вікторії, День подяки та День подарунків не є офіційними святами, але більшість підприємств і центрів роздрібної торгівлі закриті. Більшість святкових днів, встановлених законодавством, можна замінити альтернативним оплачуваним вихідним днем за взаємною згодою, або роботодавці можуть вимагати від працівників працювати за вищою платою. Декілька типів зайнятості, включно з робочими місцями, на які поширюється дія колективного договору, звільнені від провінційних правил, які регулюють відпустки.

#### Провінційні статутні свята:
- День спадщини — це свято відзначається в третій понеділок лютого з 2015 року і вшановує видатних людей, події та місця з історії провінції. У 2015 році День спадщини відзначала активістка за громадянські права та бізнеследі чорношкірої Нової Шотландії(інші мови) Віола Дезмонд[59][60].
- День пам'яті — 11 листопада; це свято регулюється окремо від усіх інших державних свят у Новій Шотландії з 1981 року[61]: будь-яка особа не може пропонувати будь-які товари чи нерухоме майно на продаж у цей день, а також приймати чи пропонувати роботу в обмін на вигоду чи винагороду. Існують спеціальні винятки для працівників певних категорій, але замість них повинен бути запропонований альтернативний вихідний день з оплатою праці[62].

#### Опційні свята:
- Натал-дей(інші мови) — перший понеділок серпня; не вихідний, а звичайний вихідний день у регіональному муніципалітеті Галіфакса.

### Нунавут
П'ять загальнодержавних і чотири територіальних вихідних дня. День подарунків не є офіційним святом.

#### Провінційні статутні свята:
- День Вікторії — понеділок перед 25 травня
- Громадське свято — перший понеділок серпня
- Правда і примирення — 30 вересня
- День подяки — другий понеділок жовтня
- День пам'яті — 11 листопада
- День Нунавута(інші мови) — 9 липня, виник як оплачуваний вихідний для Nunavut Tunngavik Incorporated(інші мови) та регіональних асоціацій інуїтів. У 1999 році він став вихідним на пів дня для державних службовців і повним днем у 2001 році. Більшість роботодавців надають вихідний, за винятком федерального уряду та Північно-Західної компанії(інші мови). Не встановлений законом вихідний.

### Онтаріо

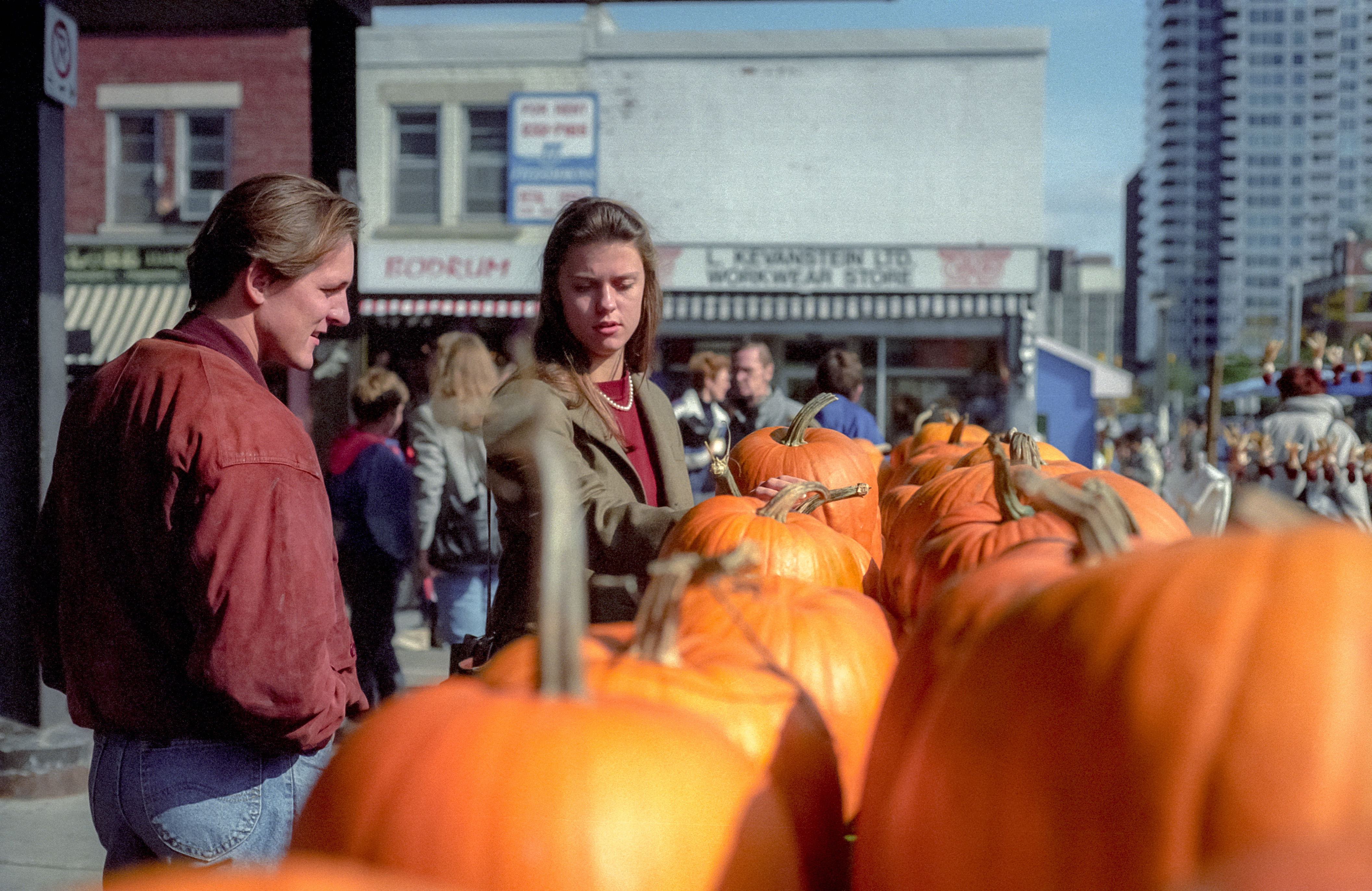
Купівля гарбузів на День подяки на Ринок БайВорд в Оттаві в 1991 році

П'ять загальнонаціональних і чотири провінційних свята. День Мартіна Лютера Кінга-молодшого офіційно визнаний у Торонто у 2018 році, а також відзначався в Оттаві, хоча не як оплачуване свято.

#### Провінційні статутні свята:
- День сім'ї — третій понеділок лютого
- День Вікторії — понеділок перед 25 травня
- День подяки — другий понеділок жовтня
- День подарунків — 26 грудня

#### Опційні свята:
- Громадянське свято — перший понеділок серпня; не встановлений законом вихідний[65].
- День пам'яті — 11 листопада; не встановлений законом вихідний[65].

### Острів Принца Едварда
П'ять загальнодержавних і три провінційних свята.

#### Провінційні статутні свята[67]:
- День жителя острова — третій понеділок лютого (спочатку другий)
- День правди та примирення — 30 вересня
- День пам'яті — 11 листопада

#### Опційні свята:
- День параду золотого кубка — третя п'ятниця серпня. Святкується в столиці Шарлоттауні, знаменуючи завершення Провінційної виставки та перегонів «Золотий кубок із блюдцями» в автопарку Шарлоттауна(інші мови). Цей день відзначають як вихідний деякі підприємства в центральних і східних районах провінції[68].

### Квебек
У Квебеку є п'ять загальнонаціональних і три провінційних свята. День пам'яті та День подарунків не є офіційними вихідними днями, і в серпні немає вихідних. Багато деталей трудового права у Квебеку відрізняються. Офіційними вихідними днями є:
- 1 січня (Новий рік)
- Страсна п'ятниця або Великодній понеділок на вибір роботодавця
- Понеділок напередодні 25 травня (Національний день патріотів(інші мови))
- 24 червня (День Святого Жана-Батиста)
- 1 липня. Якщо ця дата припадає на неділю: 2 липня (День Канади)
- Перший понеділок вересня (День праці(інші мови))
- Другий понеділок жовтня (День подяки)
- 25 грудня (Різдво Христове)

#### Опційні свята:
- Свято будівництва(інші мови) (фр. Vacances de la construction), відбувається протягом останніх двох тижнів липня, а також останніх двох тижнів грудня на різдвяні свята.

### Саскачеван
П'ять загальнодержавних і п'ять провінційних свят.

#### Провінційні статутні свята:
- День сім'ї — третій понеділок лютого
- День Вікторії — понеділок перед 25 травня
- День Саскачевану — перший понеділок серпня. Святкування історії та культури Саскачевану схоже на День Канади.
- День подяки — другий понеділок жовтня
- День пам'яті — 11 листопада

### Юкон

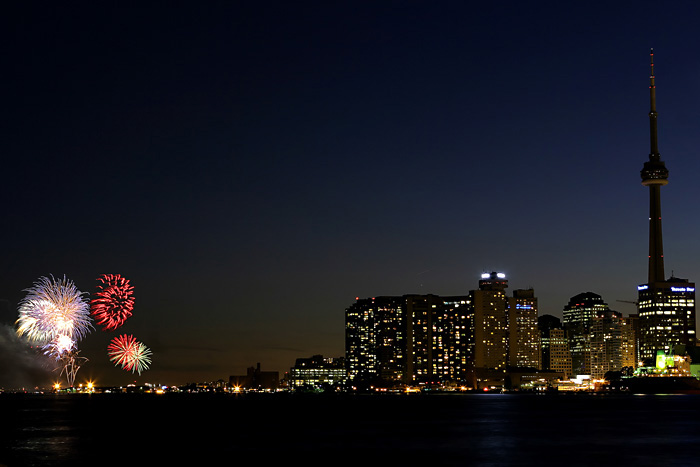
Феєрверк у Торонто з нагоди Дня Вікторії

П'ять загальнодержавних і чотири провінційних свята. Крім того, Великодній понеділок, День подарунків і День спадщини є обов'язковими вихідними для працівників комунальних служб. Багато роботодавців надають своїм працівникам вихідні дні, які можуть не бути офіційними святами в певній провінції, зокрема День подарунків.

#### Провінційні статутні свята:
- День Вікторії — понеділок перед 25 травня
- День відкриття — третій понеділок серпня
- День подяки — другий понеділок жовтня
- День пам'яті — 11 листопада
- Національний день аборигенів — 21 червня з 2017 року[72][73]

#### Опційні свята:
Наступні дні не є офіційними святами Юкону:
- День спадщини — п'ятниця перед останньою неділею лютого[75] — необов'язковий для недержавних працівників
- Великодній понеділок
- День подарунків

### Муніципальні свята
Деякі муніципалітети також мають місцеві статутні свята. Наприклад, ранок перед Парадом Стампід часто дається як половина дня святкової відпустки в місті Калгарі. В Онтаріо святкування громадянських свят не визначено на провінційному рівні, а кожен муніципалітет самостійно встановлює це свято.

## Громадські свята

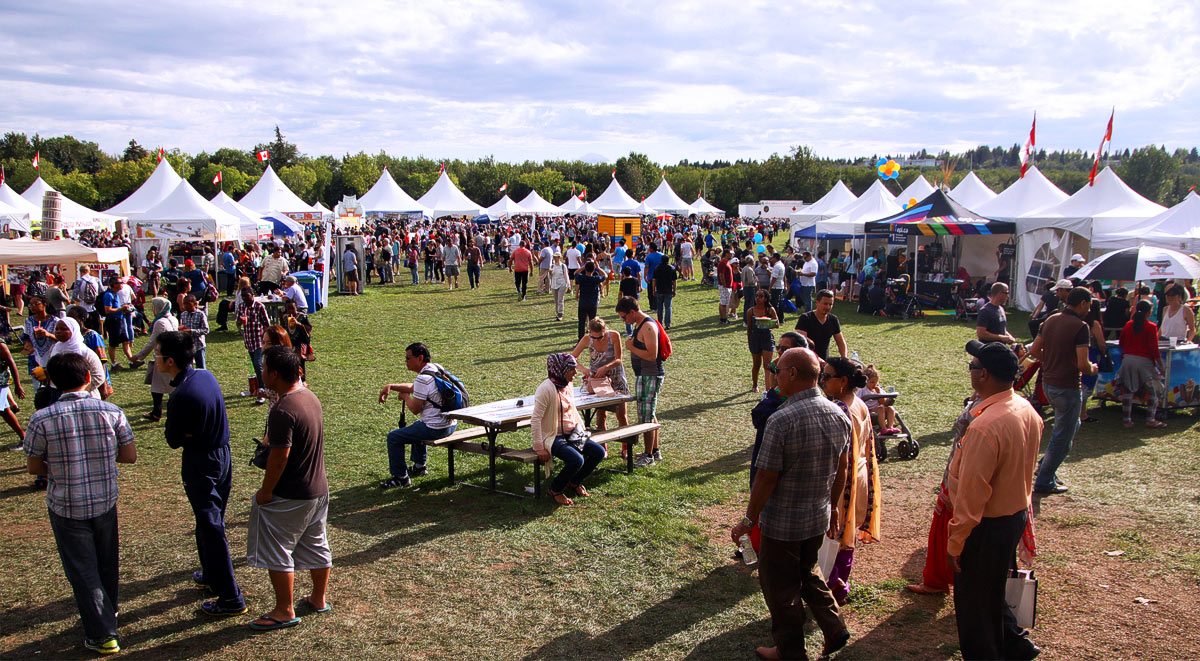
Святкування Дня спадщини на Едмонтонському фестивалі спадщини у 2015 році

Громадське свято (англ. Civic Holiday, фр. congé civique) — це загальноканадське свято, яке відзначається у перший понеділок серпня.
Хоча перший понеділок серпня святкується майже по всій Канаді як державне свято, офіційно назва «Civic Holiday» використовується лише в Нунавуті та Північно-Західних територіях, де воно є територіальним статутним святом.
У решті провінцій та муніципалітетів свято має різні назви, зокрема День Британської Колумбії у Британській Колумбії, День Нью-Брансвіка у Нью-Брансвіку, День Саскачевану у Саскачевані — в усіх цих провінціях це офіційні провінційні статутні свята.
Інші варіанти назви: День спадщини в Альберті, День народження в Новій Шотландії — на честь заснування району Галіфакс–Дартмут, День народження на острові Принца Едварда — святкування заснування провінції, і як День Террі Фокса у Манітобі — на честь відомого спортсмена з Манітоби.
У Онтаріо ця дата також відзначається як муніципальні свята, наприклад: День Сімко у Торонто, День Джона Галта у Гвельфі, День полковника в Оттаві
Попри ці назви, цей день не є статутним святом у Новій Шотландії, Манітобі, Альберті чи Онтаріо. Проте він зазвичай визнається органами влади, банками та деякими бізнесами.
Слово civic (цивільне) вказує на муніципальний рівень, адже це свято не встановлено федеральним урядом Канади, і кожна провінція або місто може називати його по-своєму.

## Запропоновані свята
Серед варіантів для нових свят: лютий, як вихідний у зв'язку з річницею канадського прапора, або загальний День спадщини (Heritage Day). 15 лютого вже визначений як День національного прапора, але це лише день вшанування, а не статутне свято.
У квітні 2014 року до Палати громад поданий законопроєкт щодо надання Дню пам'яті того ж статусу, що й День Канади. Законопроєкт C-597 пройшов друге читання в Палаті громад з перевагою 258 проти 2; однак законом він не став.
У 2001 році Законодавча асамблея Північно-Західних територій ухвалила Закон про Національний день корінних народів, зробивши цей регіон першим у Канаді, де це свято стало офіційним статутним.

## Свята, що припадають на вихідні дні
Для працівників, які підпадають під федеральне регулювання, якщо свято припадає на день, який зазвичай не є робочим, то їм надається інший оплачуваний вихідний.
Якщо такі свята, як: Новий рік, День Канади, День пам'яті, Різдво, День подарунків припадають на суботу чи неділю, які не є робочими для працівника, то він має право на оплачуваний вихідний у найближчий робочий день до або після свята. У випадку інших свят, які випадають на вихідні, роботодавець зобов'язаний або додати оплачуваний день до щорічної відпустки, або надати оплачуваний вихідний в інший, погоджений обома сторонами, зручний час.

## Інші свята
- День Рауля Валленберга, 17 січня
- День бабака, 2 лютого
- День Святого Валентина, 14 лютого

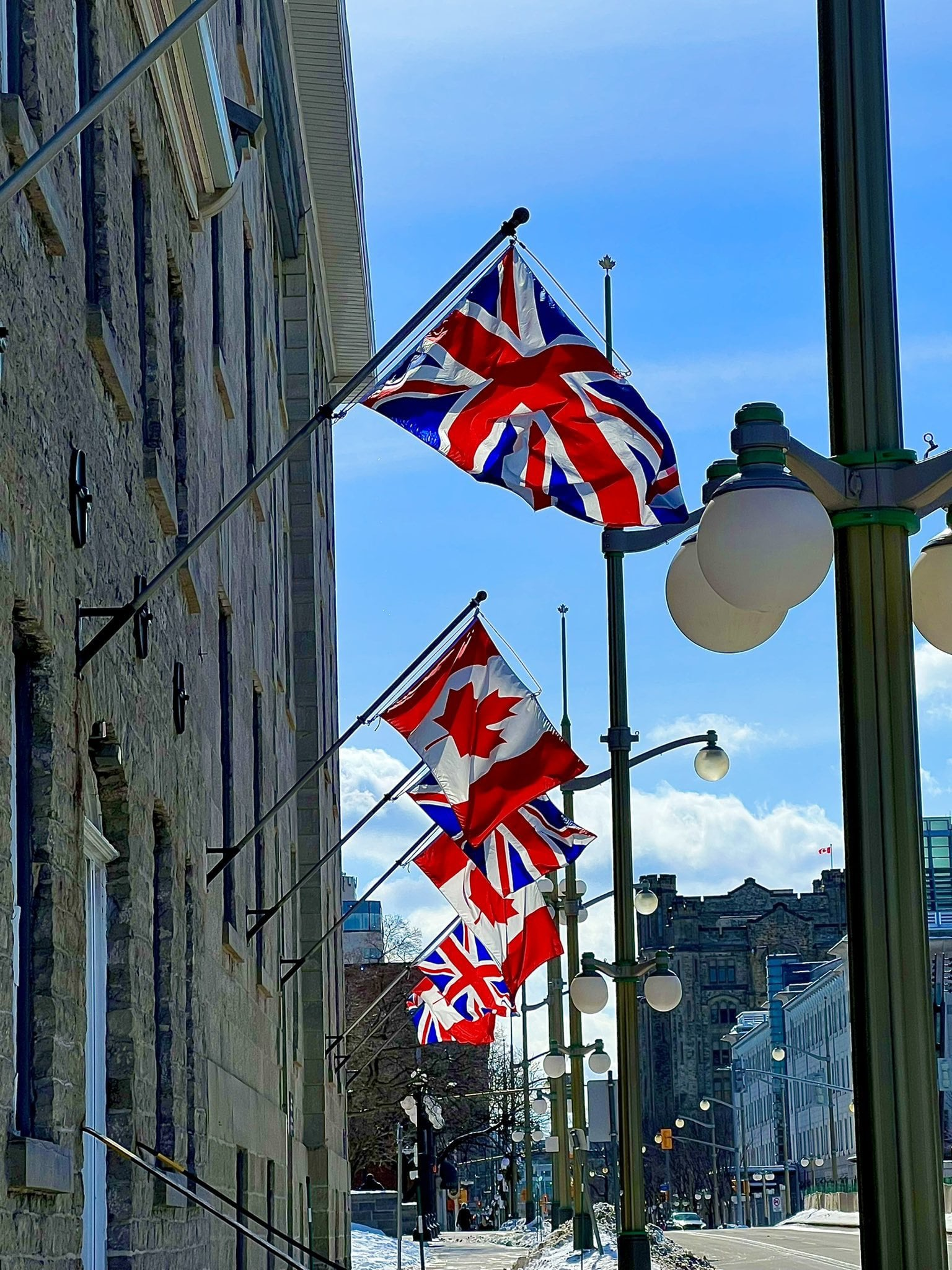
Оттава на День Співдружности

- День національного прапора Канади, 15 лютого
- Міжнародний жіночий день, 8 березня[85]
- День Співдружности, другий понеділок березня. Це свято відзначається в деяких країнах Співдружности.
- День Святого Патріка, 17 березня
- Перше квітня, 1 квітня
- День тартана(інші мови), 6 квітня
- День Землі, 22 квітня
- День перемоги в Європі, 8 травня
- День Матері, друга неділя травня
- День батька, третя неділя червня
- День лоялістів, 19 червня, відзначає спадщину лоялістів Канади, зокрема в Онтаріо та Нью-Брансвіку (також день створення Верхньої Канади, нині Онтаріо)
- Національний день корінних народів(інші мови), 21 червня в рамках серії «святкуємо Канаду»
- Канадський день мультикультуралізму, 27 червня в рамках серії Celebrate Canada
- Національний день миротворців(інші мови), 9 серпня відзначається в найближчу неділю
- Національний день дідусів і бабусь, друга неділя вересня
- Національний тиждень сім'ї(інші мови), тиждень перед Днем подяки
- Гелловін, 31 жовтня
- Національний день пам'яті та дій проти насильства щодо жінок(інші мови), 6 грудня